# Barbara Keller-Inhelder
Pour les articles homonymes, voir Keller et Inhelder.
Barbara Keller-Inhelder, née le 24 août 1968, est une personnalité politique suisse membre de l'Union démocratique du centre (UDC).

## Biographie
En 2015, elle est élue au Conseil national. Elle est membre de l'Action pour une Suisse indépendante et neutre.